# Natação no Campeonato Europeu de Esportes Aquáticos de 2021 - 100 m peito masculino
A prova dos 100 metros peito masculino da natação no Campeonato Europeu de Esportes Aquáticos de 2021 ocorreu nos dias 17 e 18 de maio na Arena Danúbio, em Budapeste na Hungria. 

## Calendário
| Fase          | Data       | Hora  |
| ------------- | ---------- | ----- |
| Eliminatórias | 17 de maio | 11:18 |
| Semifinal     | 17 de maio | 18:53 |
| Final         | 18 de maio | 18:12 |

Todos os horários estão no horário local (UTC+1)

## Recordes
Antes desta competição, os recordes eram os seguintes:
|                       | Nadador    | Tempo | Local   | Data                |
| --------------------- | ---------- | ----- | ------- | ------------------- |
| Recorde mundial       | Adam Peaty | 56.88 | Gwangju | 21 de julho de 2019 |
| Recorde europeu       | Adam Peaty | 56.88 | Gwangju | 21 de julho de 2019 |
| Recorde do campeonato | Adam Peaty | 57.10 | Glasgow | 4 de agosto de 2018 |

## Medalhistas
| Ouro             | Prata               | Bronze            |
| Adam Peaty (GBR) | Arno Kamminga (NED) | James Wilby (GBR) |

## Resultados

### Eliminatórias
Esses foram os resultados das eliminatórias. 
| Pos. | Bateria | Raia | Nadador                     | Nacionalidade | Tempo   | Notas            |
| ---- | ------- | ---- | --------------------------- | ------------- | ------- | ---------------- |
| 1    | 7       | 4    | Adam Peaty                  | Reino Unido   | 58.26   | Q                |
| 2    | 5       | 4    | Ilya Shymanovich            | Bielorrússia  | 58.46   | Q                |
| 3    | 7       | 5    | Nicolò Martinenghi          | Itália        | 58.88   | Q                |
| 4    | 6       | 4    | Arno Kamminga               | Países Baixos | 59.09   | Q                |
| 5    | 5       | 5    | Anton Chupkov               | Rússia        | 59.41   | Q                |
| 6    | 7       | 3    | Kirill Prigoda              | Rússia        | 59.43   | Q                |
| 7    | 7       | 7    | Alessandro Pinzuti          | Itália        | 59.45   | Q                |
| 8    | 5       | 2    | Andrius Šidlauskas          | Lituânia      | 59.54   | Q                |
| 9    | 6       | 5    | James Wilby                 | Reino Unido   | 59.55   | Q                |
| 10   | 5       | 6    | Berkay Ömer Öğretir         | Turquia       | 59.63   | Q                |
| 11   | 6       | 2    | Federico Poggio             | Itália        | 59.67   |                  |
| 12   | 6       | 6    | Lucas Matzerath             | Alemanha      | 59.87   | Q                |
| 13   | 6       | 3    | Tobias Bjerg                | Dinamarca     | 59.95   | Q                |
| 14   | 5       | 0    | Matti Mattsson              | Finlândia     | 1:00.04 | Q,               |
| 15   | 7       | 6    | Čaba Silađi                 | Sérvia        | 1:00.14 | Q                |
| 16   | 5       | 3    | Ross Murdoch                | Grã-Bretanha  | 1:00.19 |                  |
| 17   | 6       | 7    | Darragh Greene              | Irlanda       | 1:00.20 | Q                |
| 18   | 7       | 1    | Danil Semyaninov            | Rússia        | 1:00.22 |                  |
| 19   | 7       | 9    | Erik Persson                | Suécia        | 1:00.23 | Q                |
| 20   | 6       | 1    | Giedrius Titenis            | Lituânia      | 1:00.32 |                  |
| 21   | 4       | 6    | André Klippenberg Grindheim | Noruega       | 1:00.38 |                  |
| 21   | 4       | 4    | Jan Kozakiewicz             | Polónia       | 1:00.38 |                  |
| 23   | 3       | 4    | Tomáš Klobučník             | Eslováquia    | 1:00.43 | Recorde nacional |
| 24   | 7       | 2    | Caspar Corbeau              | Países Baixos | 1:00.52 |                  |
| 25   | 7       | 8    | Aleksandr Zhigalov          | Rússia        | 1:00.64 |                  |
| 26   | 5       | 8    | Lyubomir Epitropov          | Bulgária      | 1:00.70 |                  |
| 27   | 5       | 1    | Melvin Imoudu               | Alemanha      | 1:00.84 |                  |
| 28   | 5       | 9    | Andrea Castello             | Itália        | 1:00.85 |                  |
| 29   | 7       | 0    | Christopher Rothbauer       | Áustria       | 1:00.91 |                  |
| 30   | 4       | 5    | Max Pilger                  | Alemanha      | 1:01.06 |                  |
| 31   | 3       | 2    | Jérémy Desplanches          | Suíça         | 1:01.08 |                  |
| 32   | 6       | 8    | Valentin Bayer              | Áustria       | 1:01.22 |                  |
| 33   | 4       | 3    | Demirkan Demir              | Turquia       | 1:01.34 |                  |
| 34   | 5       | 7    | Theo Bussiere               | França        | 1:01.40 |                  |
| 35   | 3       | 6    | Miikka Ruohoniemi           | Finlândia     | 1:01.41 |                  |
| 36   | 4       | 2    | Antoine Viquerat            | França        | 1:01.43 |                  |
| 37   | 4       | 9    | Johannes Skagius            | Suécia        | 1:01.45 |                  |
| 38   | 4       | 7    | Tamás Takács                | Hungria       | 1:01.50 |                  |
| 39   | 3       | 5    | Konstantinos Meretsolias    | Grécia        | 1:01.56 |                  |
| 40   | 3       | 7    | Gonzalo Carazo              | Espanha       | 1:01.61 |                  |
| 41   | 2       | 6    | Matěj Zábojník              | Chéquia       | 1:01.84 |                  |
| 42   | 2       | 4    | Filip Chrápavý              | Chéquia       | 1:01.87 |                  |
| 42   | 4       | 0    | Francisco Quintas           | Portugal      | 1:01.87 |                  |
| 44   | 3       | 3    | Jan Kalusowski              | Polónia       | 1:01.90 |                  |
| 45   | 3       | 0    | Jolann Bovey                | Suíça         | 1:01.91 |                  |
| 46   | 4       | 1    | Yannick Käser               | Suíça         | 1:01.96 |                  |
| 46   | 6       | 0    | Volodymyr Lisovets          | Ucrânia       | 1:01.96 |                  |
| 48   | 2       | 7    | Christoffer Tofte Haarsaker | Noruega       | 1:01.99 |                  |
| 48   | 2       | 2    | Aleksas Savickas            | Lituânia      | 1:01.99 |                  |
| 50   | 6       | 9    | Martin Allikvee             | Estónia       | 1:02.11 |                  |
| 51   | 2       | 8    | Ari-Pekka Liukkonen         | Finlândia     | 1:02.14 |                  |
| 52   | 3       | 8    | Rostyslav Kryzhanivskyy     | Ucrânia       | 1:02.32 |                  |
| 53   | 2       | 1    | Savvas Thomoglou            | Grécia        | 1:02.43 |                  |
| 54   | 2       | 0    | Arkadios Aspougalis         | Grécia        | 1:02.44 |                  |
| 55   | 1       | 5    | Joonas Niine                | Estónia       | 1:02.50 |                  |
| 56   | 1       | 4    | Jaime Morote                | Espanha       | 1:02.74 |                  |
| 57   | 3       | 1    | Joan Ballester              | Espanha       | 1:02.76 |                  |
| 57   | 1       | 3    | Daniils Bobrovs             | Letônia       | 1:02.76 |                  |
| 59   | 3       | 9    | Dávid Horváth               | Hungria       | 1:02.77 |                  |
| 60   | 2       | 5    | Ron Polonsky                | Israel        | 1:02.87 |                  |
| 61   | 2       | 9    | Luka Mladenovic             | Áustria       | 1:03.10 |                  |
| 62   | 1       | 6    | Dominik Márk Török          | Hungria       | 1:03.19 |                  |
| 63   | 4       | 8    | Kristian Pitshugin          | Israel        | 1:03.20 |                  |
| 64   | 2       | 3    | Máté Kutasi                 | Hungria       | 1:03.28 |                  |
| 65   | 1       | 2    | Giacomo Casadei             | San Marino    | 1:04.11 |                  |
| 66   | 1       | 7    | Even Qarri                  | Albânia       | 1:11.21 |                  |

### Semifinal
Esses foram os resultados das semifinais. 
Semifinal 1
| Pos. | Raia | Nadador             | Nacionalidade | Tempo   | Notas |
| ---- | ---- | ------------------- | ------------- | ------- | ----- |
| 1    | 5    | Arno Kamminga       | Países Baixos | 58.74   | Q     |
| 2    | 2    | Berkay Ömer Öğretir | Turquia       | 59.23   | Q     |
| 2    | 4    | Ilya Shymanovich    | Bielorrússia  | 59.23   | Q     |
| 4    | 6    | Andrius Šidlauskas  | Lituânia      | 59.30   | q     |
| 5    | 3    | Kirill Prigoda      | Rússia        | 59.36   |       |
| 6    | 1    | Čaba Silađi         | Sérvia        | 59.72   |       |
| 7    | 7    | Tobias Bjerg        | Dinamarca     | 1:00.12 |       |
| 8    | 8    | Erik Persson        | Suécia        | 1:00.50 |       |

Semifinal 2
| Pos. | Raia | Nadador            | Nacionalidade | Tempo   | Notas            |
| ---- | ---- | ------------------ | ------------- | ------- | ---------------- |
| 1    | 4    | Adam Peaty         | Reino Unido   | 57.67   | Q                |
| 2    | 5    | Nicolò Martinenghi | Itália        | 58.45   | Q                |
| 3    | 2    | James Wilby        | Reino Unido   | 58.80   | q                |
| 4    | 6    | Alessandro Pinzuti | Itália        | 59.20   | q                |
| 5    | 3    | Anton Chupkov      | Rússia        | 59.49   |                  |
| 6    | 7    | Lucas Matzerath    | Alemanha      | 59.65   |                  |
| 7    | 1    | Matti Mattsson     | Finlândia     | 59.99   | Recorde nacional |
| 8    | 8    | Darragh Greene     | Irlanda       | 1:00.26 |                  |

### Final
Esse foi o resultado da final. 
| Pos.              | Raia | Nadador             | Nacionalidade | Tempo | Notas |
| ----------------- | ---- | ------------------- | ------------- | ----- | ----- |
| Medalha de ouro   | 4    | Adam Peaty          | Reino Unido   | 57.66 |       |
| Medalha de prata  | 3    | Arno Kamminga       | Países Baixos | 58.10 |       |
| Medalha de bronze | 6    | James Wilby         | Reino Unido   | 58.58 |       |
| 4                 | 7    | Ilya Shymanovich    | Bielorrússia  | 58.75 |       |
| 5                 | 5    | Nicolò Martinenghi  | Itália        | 58.94 |       |
| 6                 | 8    | Andrius Šidlauskas  | Lituânia      | 59.31 |       |
| 7                 | 2    | Alessandro Pinzuti  | Itália        | 59.50 |       |
| 8                 | 1    | Berkay Ömer Öğretir | Turquia       | 59.52 |       |

Legenda
| Recorde mundial       | Recorde mundial (World record)               |                       | Recorde africano                      | Recorde africano (African) |                                           | Q | Classificado por posição (Qualified) |
| Recorde do campeonato | Recorde do campeonato (Championship record)  | Recorde da América    | Recorde da América (Americas)         | q                          | Classificado por melhor tempo (Qualified) |   |                                      |
| Melhor marca do ano   | Melhor marca do ano (World leading)          | Recorde asiático      | Recorde asiático (Asian)              | DNS                        | Não largou (Did not start)                |   |                                      |
| Recorde nacional      | Recorde nacional (National record)           | Recorde europeu       | Recorde europeu (European)            | DNF                        | Não terminou (Did not finish)             |   |                                      |
| Recorde pessoal       | Recorde pessoal do atleta (Personal best)    | Recorde da Oceania    | Recorde da Oceania (Oceania)          | DSQ / DQ                   | Desclassificado (Disqualified)            |   |                                      |
| Recorde da temporada  | Recorde da temporada do atleta (Season best) | Recorde sul-americano | Recorde sul-americano (South America) | NM                         | Sem marca (No mark)                       |   |                                      |